# Пономарёв, Георгий Алексеевич
Георгий Алексеевич Пономарёв (1 января 1922, Воронеж — 29 мая 1985, Киев) — советский футболист, нападающий, футбольный судья.

## Биография
Воспитанник юношеской команды «Динамо» (Воронеж).
Участник Великой Отечественной войны.
В 1946—1951 годах играл в чемпионате СССР за «Динамо» Киев — 132 матча, 20 голов. В группе II выступал за ДО Киев (1952—1953, 1954) и «Металлург» Днепропетровск (1953). В первенстве КФК играл за «Машиностроитель» Киев (1951, 1955—1957).
Полуфиналист Кубка СССР 1952. Обладатель Кубка Украинской ССР 1947, 1952.
Старший тренер «Авангарда» Крюков (1960).
С 1961 года — судья, с 14 января 1971 — всесоюзной категории.
Умер 29 мая 1985 года. Похоронен в Киеве на Байковом кладбище.